# Johann Holetschek
Johann Holetschek (* 29. August 1846 in Thuma, Niederösterreich; † 10. November 1923 in Wien) war ein österreichischer Astronom. 
Holetschek studierte Astronomie an der Universität Wien und promovierte 1872. 
Danach wurde er Assistent an der Alten Universitätssternwarte und 1878 Adjunkt.
Sein Hauptinteresse lag in der Erforschung und Bahnbestimmung von Kometen und der Helligkeitsbestimmung von Nebel und Sternhaufen.
Nach Johann Holetschek ist der Mondkrater Holetschek sowie der Asteroid (313384) Holetschek und die Holetschekgasse in Wien benannt.